# 舒格克里克鎮區 (印第安納州漢考克縣)
舒格克里克鎮區（英語：Sugar Creek Township）是位於美國印第安納州漢考克縣的一個行政鎮區。

## 地方資料
根據2010年美國人口普查的數據，舒格克里克鎮區的面積為92.00平方千米，當中陸地面積為91.70平方千米，而水域面積為0.30平方千米。當地共有人口14,920人，而人口密度為每平方千米162.17人。